# Phantasca poeciloptera
Phantasca poeciloptera är en insektsart som beskrevs av Günther 1940. Phantasca poeciloptera ingår i släktet Phantasca och familjen Diapheromeridae. Inga underarter finns listade i Catalogue of Life.